# 不思議は何で出来ているか
『不思議は何で出来ているか』（ふしぎはなにでできているか）は、高口里純による日本のやおい漫画、ホラー漫画作品。

## 概要
BL漫画雑誌『Hug』vol.4から連載開始するも、『Hug』がvol.11で休刊となり、第8話、第9話は携帯配信での発表となる。コミックスでは第8話、第9話について「80ページの描き下ろし」と形容されている。雑誌の休刊により構想されていた連載期間より短くなった。
2巻には続編が4ページ描き下ろされている。
『コミック新耳袋』に掲載された短編「不思議話買います」と同じ設定、同じ登場人物だがストーリーは別物である。

## あらすじ
編集者石田静は担当作家である逢沢田博に頼まれ、「不思議屋」一の沢めのうへ手紙を届ける。後日、編集部へ帰ろうと街を歩いていると、何故か一の沢めのうが石田に会いに来たのだった。

## 登場人物
石田静（いしだ せい）
26歳の男性編集者。現在、恋人はいない。逢沢の担当編集者。人を訪ねる時には手土産を持参する。逢沢とともに遠野に取材に行ったのち、逢沢から一の沢めのうへの手紙を託され「不思議屋」を訪問する。
一の沢めのう（いちのさわ めのう）
「不思議屋」の主人。美形の男。不思議な話を聞くと寿命が延びる。不思議な話を聞けずにいると老いて朽ちる。不思議なモノの処分も生業としながら、石田からの不思議話は聞こうとしない。「不思議屋」は所在地不明の場所にあり、彼自身の必要とする不思議な話を持っている時にしか辿り着けない。
逢沢田博（あいざわ たひろ）
初老の怪奇小説家。めのうの古い友人。石田に関心を持ち、めのうと引き合わせる。
都（みやこ）
めのうが処分を託された不思議な市松人形の亡者。都がめのうを気に入ったため処分に失敗し、不思議な幼女の姿で、めのうと「不思議屋」に居る。石田からの手土産を食べ、ある所に誘われ出される。
高原壱春（たかはら いちはる）
盲人の指圧師。亡者との交流が出来るが、本人は苦手としている。指圧で痛がらせることが趣味。
桃谷桃（ももたに もも）
女子高生。「運び屋」の性質を持ち、霊を引き寄せ集める。自宅にも霊を運び込み霊障が起きている。下校途中に「不思議屋」に寄り、めのうに運んでいる霊を処分してもらっている。
前田勇生（まえだ ゆうせい）
自身の上から様々な物が降って来る体験をしている、会社員。それは逢沢の怪奇小説の内容と同様の事態だった。
真島かなえ（まじま かなえ）
桃谷の従姉妹。前田に「不思議屋」を訪ねるように勧める。

## 書誌情報
- 高口里純『不思議は何で出来ているか』発行：メディエイション 発売：飛鳥新社〈Hugコミックス〉、全2巻
  1. 2008年11月発売、ISBN 978-4-870-31880-9
  2. 2009年4月発売、ISBN 978-4-870-31910-3